# Крістоф Келлер
Крістоф Мартін Келлер, Христофор Целларіус, Целларій (нім. Christoph Martin Keller; лат. Christophorus Cellarius; 22 листопада 1638, Шмалькальден — 4 червня 1707, Галле) — німецький географ, історик, картограф, професор Галле-Віттенберзького університету в Галле (1693), що розділи всесвітню історію на стародавню, середні та нові часи.

## Карти України
1680 р. мапа — «Bosporus, Maeotis, Iberia, Albania et Sarmatia Asiatica» (Босфор, Меотида, Іберія, Албанія та Сарматія Азійська). Територія України позначена як Сарматія Європейська (Sarmatia Europaea). Землі, що знаходяться південніше р. Дон — Сарматія Азійська (Sarmatia Asiatica), на північ від Каспію — «Scythia intra Imaum».
1685 р. — «Historia antiqua». Мапа «Sarmatia» (Сарматія). Українські землі позначені як Сарматія Європейська (Sarmatia Europaea). Землі, що знаходяться південніше р. Дон — Сарматія Азійська (Sarmatia Asiatica), на північ від Каспійського моря — «Scythia intra Imaum». 1688 р. — «Historia medii evi», 1696 р. — «Historia nova», 1702 р. — повне зібрання творів в трьох томах «Historia Universalis».
1687 р. — «Geographia Antiqua». Мапа «Colchis, Iberia, Albania & Sarmatia» (Колхіда, Іберія, Албанія та Сарматія). Територія України позначена як Сарматія Європейська (Sarmatia Europaea). Землі, що знаходяться південніше р. Дон — Сарматія Азійська (Sarmatia Asiatica), на північ від Каспію — «Scythia intra Imaum». Книга неодноразово перевидавався вже після смерті автора..
1729 р. — мапа «А map of Colchis Iberia Albania and the Neighbouring Countries». Україна позначена як Сарматія Європейська (Sarmatia Europaea). Землі, що знаходяться південніше р. Дон — Сарматія Азійська (Sarmatia Asiatica), на північ від Каспію — «Scythia»..

## Основні праці
- Antibarbarus latinus sive de latinitate medie et in fime etatis (Zeitz, 1677)
- Historia antiqui (Zeitz 1685)
- Historia medii evi (Zeitz 1688)
- Historia nova (Halle 1696)
- Notitia orbis antiqui sive geographia plenior ab ortu rerum publicarum ad Constantinorum tempora orbis themarum faciem declarans (Lipcse 1701—1706) .